# Vodní mlýn Paseka
Vodní mlýn Paseka (Pasecký mlýn) je vodní mlýn v Hlohové, který stojí na potoce Zubřina. Od roku 1993 je chráněn jako nemovitá kulturní památka České republiky.

## Historie
Vodní mlýn je připomínán roku 1624 a vystavěn byl Trautsmansdorfy jako poslední z mlýnů na Zubřině. Roku 1703 jej za 250 zlatých koupil stárek na sousedním Bílém mlýně Pavlík (jeho potomkem byl MUDr. Karel František Josef Pavlík, docent ve Vídni a profesor v Praze, primář zemské porodnice a český porodník).
Roku 1930 vlastnil mlýn Eman Pavlík, za kterým zajížděl jeho synovec herec Zdeněk Štěpánek. V roce 1950 byl mlýn nuceně uzavřen. 26. září 2009 v něm vznikl požár.

## Popis
Mlýnice a dům jsou pod jednou střechou, ale dispozičně oddělené. Mlýn je zděný, přízemní. Dochovalo se torzo uměleckého složení, Francisova turbína a výroba elektrické energie pro vlastní potřebu.
Voda ke mlýnu vedla náhonem a do potoka se vracela odtokovým kanálem. V roce 1929 měl dvě kola na svrchní vodu (zaniklo) a o rok později jednu horizontální Francisovu turbínu o hltnosti 0,55 m³/s, spádu 3 metry a výkonu 16,5 HP, instalovanou roku 1929; stále slouží, ale pouze k výrobě elektrické energie.